# توني ليون (لاعب كرة قدم أمريكية)
توني ليون (بالإنجليزية: Tony Leon) هو لاعب كرة قدم أمريكية أمريكي، ولد في 18 فبراير 1917 في فولانسبي في الولايات المتحدة، وتوفي في 19 يوليو 2002.